# Тализіна (хутір)
Хутір Тализіна — населений пункт у Троїцькому адміністративному окрузі Москви (до 1 липня 2012 року був у складі Наро-Фомінського району Московської області). Входить до складу поселення Новофедорівське.
Назва хутора, ймовірно, походить від некалендарного імені Тализа.

## Населення
Згідно з Всеросійським переписом, у 2002 році на хуторі проживало 13 осіб (4 чоловіки та 9 жінок). За даними на 2005 рік, на хуторі проживало 11 осіб.

## Розташування
Хутір Тализіна розташований біля шляхів Київського напрямку Московської залізниці приблизно за 25 км на захід від центру міста Троїцька. Найближчі населені пункти — села Пахорка та Рассудове . Поруч протікає річка Пахра .